# Cerkev sv. Lovrenca, Lovrenc na Pohorju
Cerkev sv. Lovrenca je župnijska cerkev župnije Lovrenc na Pohorju.

## Zgodovina
O predhodnji romanski cerkvi iz prve polovice 12. stoletja ne vemo ničesar, zato pa imamo več podatkov o njeni gotski naslednici iz prve četrtine 15. stoletja. K tej so v prvi polovici 16. st. prizidali petetažni zvonik. Med letoma 1617 in 1626 je bila cerkev obnovljena. Leta 1662 je cerkev delno pogorela. V letu 1687 je bila zgrajena pevska emporo, leta 1691 pa so jo na novo tlakovali.

V letih od 1765 do 1766 je gradbeni mojster Janez Jurij Stadler zgradil sedanjo cerkev, ki je skoraj v celoti enovita baročna zgradba. leta 1870 so obnovili zunanjost.

## Arhitektura
Cerkev sestavljajo ladja, prezbiterij, vzidani zvonik, stranski kapeli in zakristija. 
Kljub starejšim gradbenim fazam (romanski in gotski) učinkuje cerkev povsem baročno.
Na kupoli prezbiterija so freske štirih evangelistov in Svete Trojice. Pod njimi so kljub atributom zapisana imena v slovenščini, npr. »Matevž«, »Lukež«.

## Notranja oprema

### Glavni oltar
Glavni oltar je posvečen zavetniku sv. Lovrencu. Oltar iz druge polovice 18. stoletja je lesen,  izveden v baročnem slogu, avtor je lesorezec Jožef Holzinger iz Maribora. V osrednji niši je kip sv. Lovrenca, poleg njega pa apostola sv. Peter in sv. Pavel.  Na obeh straneh sta še kipa sv. Ambroža in sv. Benedikta.

### Daritveni oltar
Oltarna miza stoji takoj za slavolokom, je novejše izvedbe, iz leta 1998.

### Marijin oltar
Na levi strani slavoloka stoji leseni baročni Marijin oltar, iz druge polovice 18. stoletja, katerega avtor je prav tako Jožef Holzinger. Med letoma 1892 in 1907 je bila v oltarju slika Lurške Marije, kasneje pa novi kip Marije brezmadežne, ki ga je izdelal Alojzij Zoratti iz Maribora. 
Pobudo za zamenjavo je leta 1904 dal takratni župnik Moravec, ob 50 letnici razglašenja dogme o Marijinem brezmadežnem spočetju.

### Oltar sv. Boštjana in sv. Roka
Leseni baročni oltar se nahaja na desni strani slavoloka in je delo Jožefa Holzingerja, iz druge polovice 18. stoletja. Leta 2017 je bil oltar v celoti obnovljen. Nanj je bil prenesen tabernakelj iz Marijinega oltarja.

### Oltar sv. Antona
V severni kapeli stoji leseni baročni oltar sv. Antona Padovanskega. Je delo Jožefa Holzingerja iz druge polovice 18. stoletja.

### Oltar sv. Nikolaja
V južni kapeli stoji leseni baročni oltar sv. Nikolaja (Miklavža), katerega avtor je Mihael Pogačnik iz Slovenskih Konjic. Stal je že v predhodni, gotski cerkvi. Predvidevajo, da je nastal v prvi četrtini 18. stoletja. 
Oltarni kip sicer ni delo tega avtorja, ostale figure pa izpričujejo njegove slogovne posebnosti.

### Cerkvene orgle
Predloga:Delna škrbina

## Zvonik in zvonovi
V letu 2025 so v zvonik obesili zvonove:
| zvon št. | livar/livarna           | poreklo/župnija               | letnica | premer | višina | teža (v kg) | ton      |
| -------- | ----------------------- | ----------------------------- | ------- | ------ | ------ | ----------- | -------- |
| 1        | Gradec (Graz) ??        | Lovrenc na Pohorju            | 1727    |        |        |             |          |
| 2        | Rincker (Sinn, Nemčija) | Sulzbach-Hühnerfeld (Nemčija) | 1960    | 132 cm |        | 1323        | d1 +2/16 |
| 3        | Rincker                 | Sulzbach-Hühnerfeld           |         | 111 cm |        | 809         | f1 +4/16 |
| 4        | Rincker                 | Sulzbach-Hühnerfeld           |         | 89 cm  |        | 430         | a1 +2/16 |
| 5        | Rincker                 | Sulzbach-Hühnerfeld           |         | 70 cm  |        | 200         | d2 +3/16 |